# Phi3 Hydrae
Pour les articles homonymes, voir Phi Hydrae.
Désignations
Phi3 Hydrae (en abrégé φ3 Hya) est une étoile binaire de la constellation de l'Hydre. Elle est visible à l'œil nu avec une magnitude apparente de 4,90. Le système présente une parallaxe annuelle de 15,49 mas mesurée par le satellite Hipparcos, ce qui indique qu'il est distant d'environ ∼ 211 a.l. (∼ 64,7 pc) de la Terre. Il s'éloigne du Système solaire à une vitesse radiale de +17 km/s.

## Propriétés
Phi3 Hydrae est une binaire spectroscopique à raies simples avec une période orbitale d'environ 1 200 jours (3,3 ans) et avec une excentricité de 0,1. Sa composante visible est une étoile géante jaune évoluée de type spectral G8IIIb. C'est une géante du red clump, ce qui indique qu'elle génère son énergie par la fusion de l'hélium dans son noyau. L'étoile est estimée être âgée de 1,17 milliard d'années et elle est deux fois plus massive que le Soleil. Son rayon est neuf fois plus grand que le rayon solaire, elle est 48 fois plus lumineuse que le Soleil et sa température de surface est de 4 952 K.

## Nomenclature
φ3 Hydrae, latinisé Phi3 Hydrae, est la désignation de Bayer de l'étoile. Elle porte également la désignation de Flamsteed de 2 Crateris. John Flamsteed, dans son catalogue d'étoiles, incluait parmi les constellations l'Hydre (Hydra) ainsi que « l'Hydre et la Coupe » (Hydra & Crater). Cette dernière incluait indifféremment les étoiles de la Coupe à proprement parler et les étoiles de l'Hydre qui sont situées en dessous d'elle, Phi3 Hydrae étant l'une d'entre-elles.